# Hohenburg (Elsass)
Die Hohenburg (frz. Château du Hohenbourg) ist die Ruine einer Felsenburg im nördlichen Elsass (Frankreich) nahe der Grenze zu Deutschland. Sie erhebt sich in 551 m Höhe auf dem Schlossberg.

## Geographische Lage
Die Hohenburg liegt im französischen Teil des Wasgaus in direkter Nachbarschaft zur Wegelnburg, dem Löwenstein und dem Fleckenstein.
Vom Burgfelsen aus hat man einen weiten Blick über die Pfalz und das Elsass. Bei klarem Wetter kann man über die Oberrheinische Tiefebene bis nach Karlsruhe schauen.

## Geschichte
Die Burg wurde wahrscheinlich im frühen 13. Jahrhundert errichtet. Es wird vermutet, dass Gottfried Puller (später Gottfried von Fleckenstein), der 1236 für Kaiser Friedrich II. in Italien Dienste tat und deswegen die Burg bauen durfte, der erste Vertreter der Hohenburger Familie war. Die Burg wird im Jahr 1262 erstmals im Besitz von Konrad und Heinrich von Hohenburg urkundlich erwähnt. Von 1273 bis 1289 gab es Zwist zwischen den Fleckensteinern und den Hohenburgern, der mit der Eroberung der Belagerungsburgen Löwenstein und des Felsens unterhalb der Wegelnburg durch Landvogt Otto von Ochsenstein endete. Nach dem Tod von Wilrich I. überschrieb dessen Witwe Vye von Wasigenstein 1389 die Burg an den pfälzischen Kurfürsten Ruprecht I., und Ruprecht III. wiederum verlieh die Burg 1401 an Konrad Puller von Hohenburg.
Wilrich II. von Hohenburg überschrieb die Burg 1434 an seine Ehefrau Jutta von Schöneck. Ihr Sohn Richard hatte Streitigkeiten mit dem Pfälzer Kurfürsten, die zur Einnahme der Burg durch den Kurfürsten führten. Richard wurde 1482 unter dem Vorwurf der Sodomie in Zürich, wo er zuerst Asyl und Bürgerrecht bekommen hatte, verbrannt.
Swicker VIII. von Sickingen aus dem Geschlecht der Sickinger hatte bereits 1475 Richards Schwester geheiratet und gelangte so nach dessen Tod an die Burg. Franz von Sickingen ließ die Burg 1504 neu befestigen. 1523 wurde sie jedoch größtenteils zerstört, als verbündete Truppen des Kurfürsten Ludwig V., des Erzbischofs Richard von Trier und des Landgrafen Philipp I. von Hessen sie einnahmen. Erst einige Jahre später, 1542, wurde die Burg durch die Sickinger im Renaissancestil wiederaufgebaut. Im Dreißigjährigen Krieg wurde sie von schwedischen Truppen stark beschädigt und während der Reunionskriege von französischen Truppen 1680 unter Joseph de Montclar komplett zerstört. Danach blieb die Burg in französischem Besitz; dies wurde auch durch den Wiener Kongress bestätigt, als die Familie Sickingen-Hohenburg letztmals 1836 Besitzansprüche geltend machte. Seit Mitte des 19. Jahrhunderts wurden immer wieder nicht zielgerechte Grabungen durchgeführt. Zu einem geschützten Denkmal wurde die Burg 1898 erklärt. In den 1970er-Jahren wurde die Burg teilrestauriert.

## Anlage

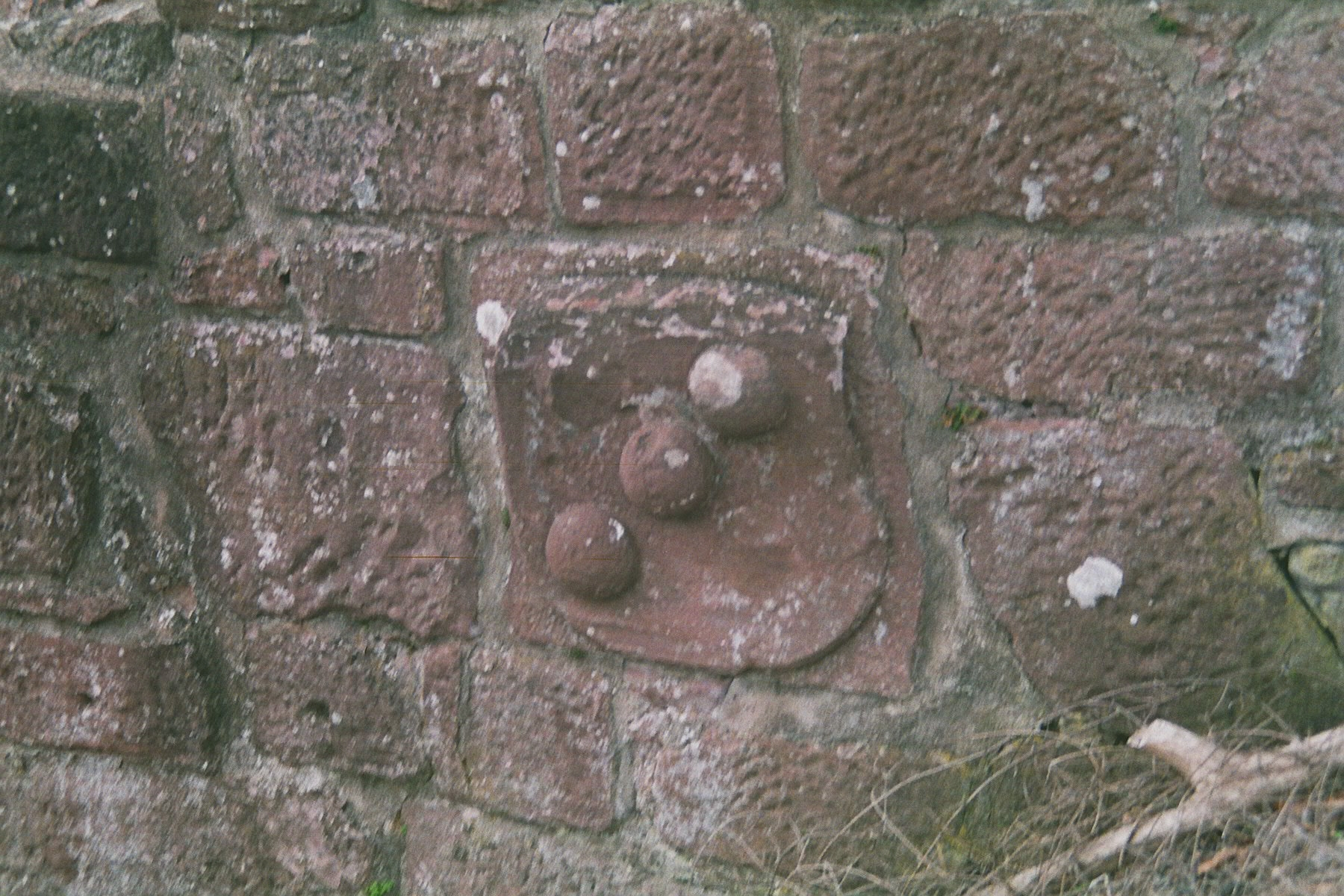
Beschädigter Wappenstein der Sickinger am großen Rondell mit noch 3 von 5 erhaltenen heraldischen Kugeln

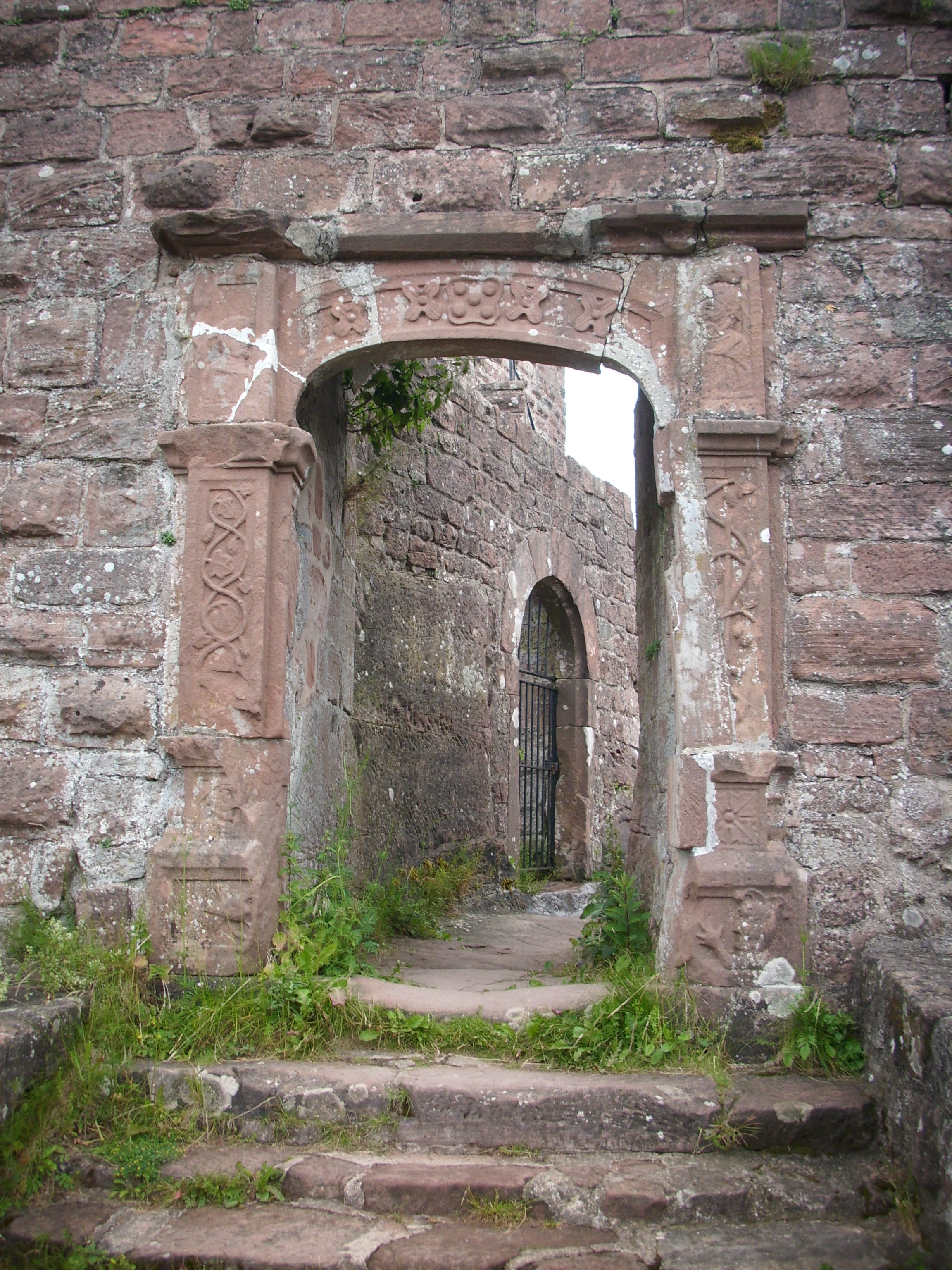
Steinmetzarbeiten an einem Portal der Ruine Hohenburg

Von der Burg sind beachtliche Reste erhalten. Sie gruppieren sich um einen Fels, der früher sicherlich einen Wohnturm trug. Am Fels ist auch der Burgbrunnen zu sehen.
Im frühen 16. Jahrhundert versuchte man, die mittelalterliche Burg nicht nur im Renaissancestil zu verschönern (Reste von Portalgewänden usw. sind erhalten, werden aber immer mehr durch Vandalismus beschädigt), sondern man ergänzte auch die Verteidigungsanlagen. Am Burgeingang errichtete man ein Artillerierondell für Feuerwaffen.